# Santiago do Sul
Santiago do Sul este un oraș în Santa Catarina (SC), Brazilia.